# ویلیام جکینسون
ویلیام جکینسون (انگلیسی: William Jenkinson; ۲ مارس ۱۸۹۲ – ۳ آوریل ۱۹۶۷) بازیکن فوتبال اهل بریتانیا بود.
از باشگاه‌هایی که در آن بازی کرده‌است می‌توان به باشگاه فوتبال لیورپول اشاره کرد.